# Murmansk

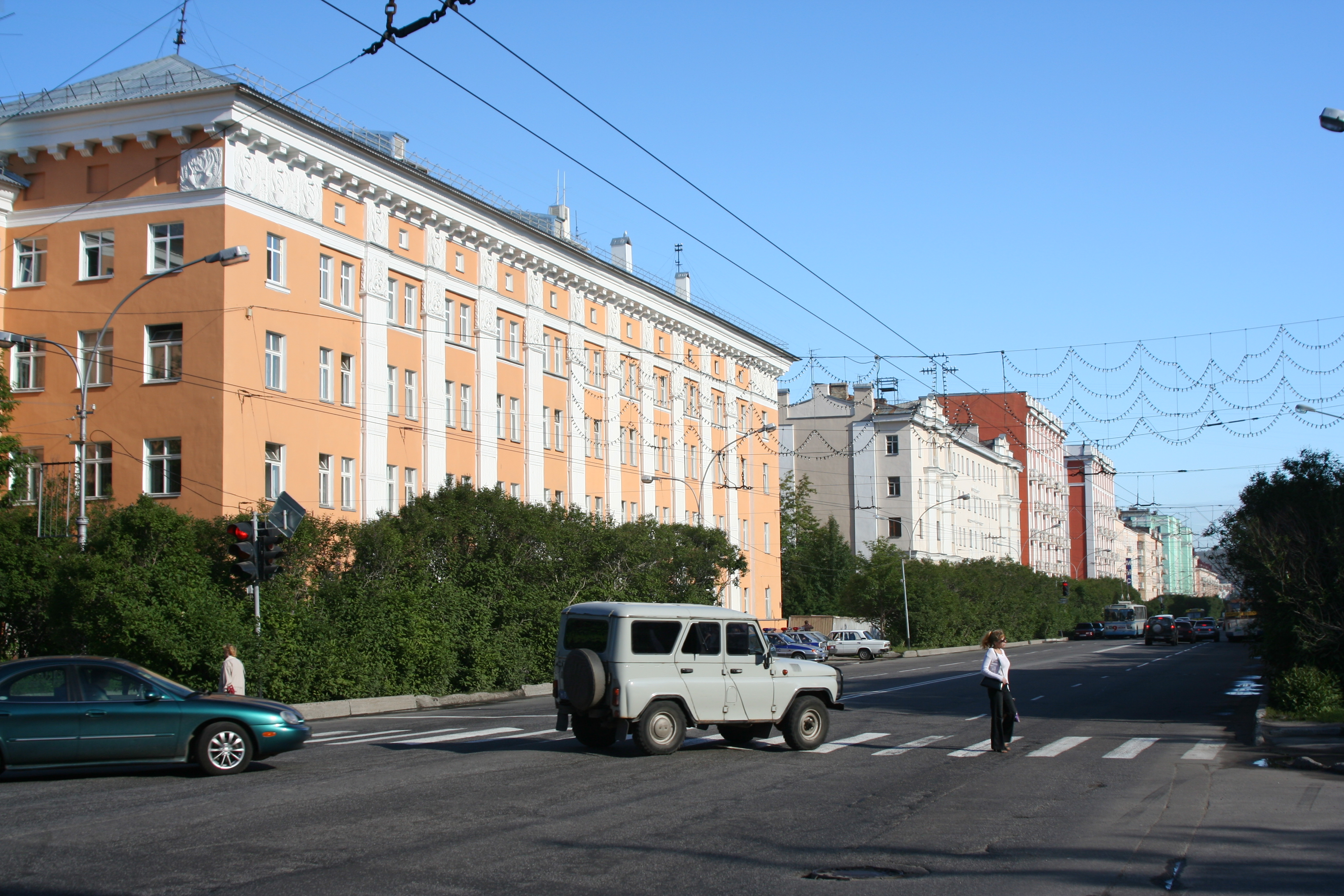
Central Murmansk

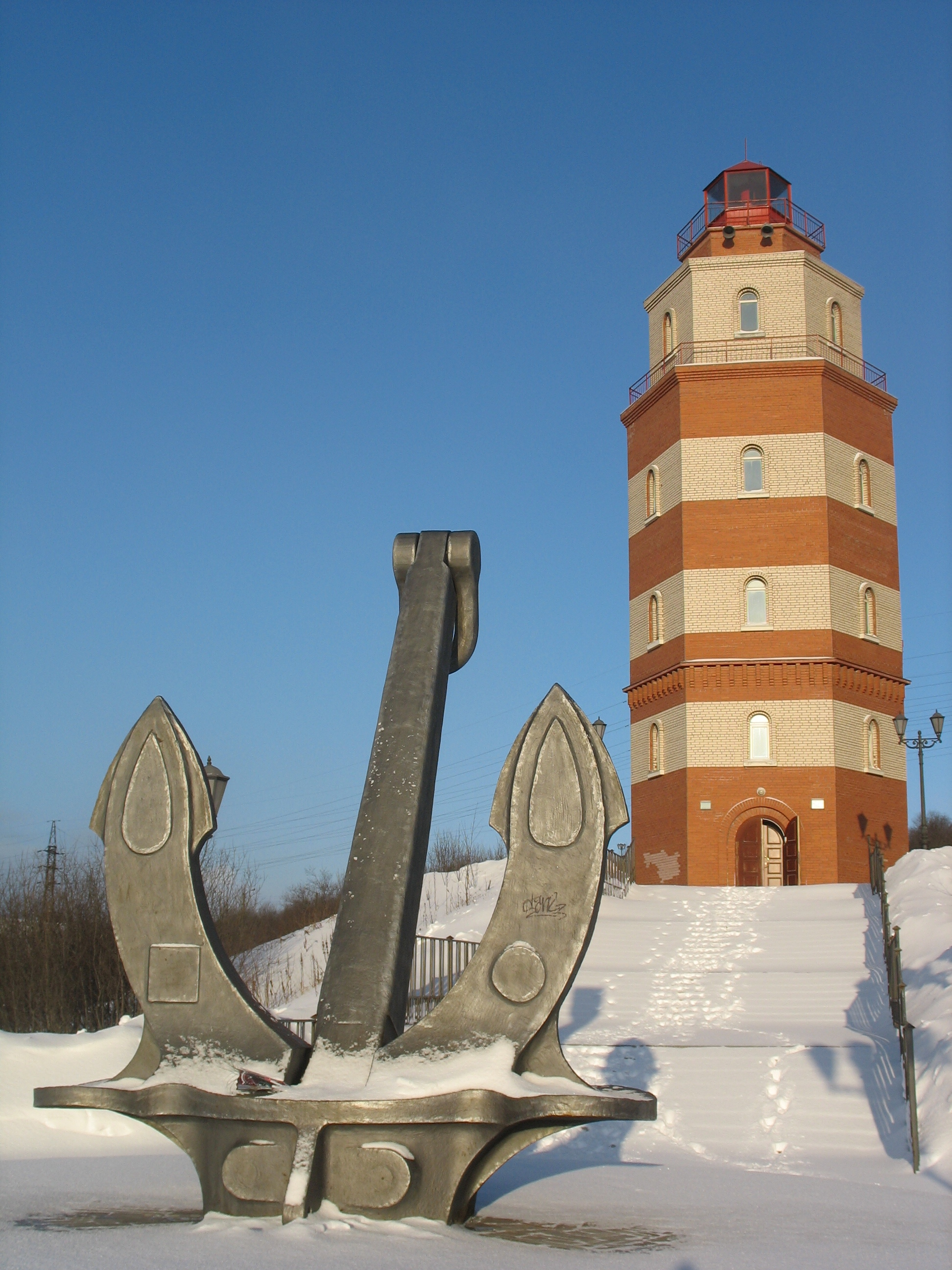
A monument to the sailors who died in the time of peace.

Murmansk (tiếng Nga: Мурманск; tiếng Bắc Sami: Murmánska; tiếng Kildin Sami: Мурман ланнҍ) là một thành phố ở tây bắc Nga, là thành phố lớn nhất thế giới nằm trên vòng Bắc Cực. Thành phố nằm ở bên vịnh Kola, một khu vực của biển Barents. Thành phố này là một cảng quan trọng với một bến cảng không đóng băng. Đây là thủ phủ của tỉnh Murmansk. Murmansk là một căn cứ hải quân Nga và là một cơ sở đóng tàu và chế biển thủy hải sản lớn. Ở đây có các viện nghiên cứu hải dương và vùng cực.
Murmansk được thành lập năm 1915, trong thời kỳ thế chiến I làm lối vào cho Đồng minh vào sau khi các cảng Nga ở Biển Đen và Biển Baltic bị đóng cửa. Năm 1916, đã có tuyến đường sắt nối thành phố này với Petrograd (hiện là Sankt Peterburg). Thành phố là một cảng quan trọng, là cảng duy nhất của Nga ở biển Barents, không đóng băng quanh năm, mà nó là một Gulf Stream ấm áp. Gần đây nhất là tháng 3 năm 1918, chuyến vận chuyển cuối cùng của Quân đoàn Tiệp Khắc đến chiến trường ở Pháp đã khởi hành từ đây, trong khi những người khác rời đi trên đường cao tốc đến Vladivostok. Dân số thành phố giảm liên tục theo thời gian: 468.039 (Điều tra dân số năm 1989); 336.137 (Điều tra dân số 2002); 307.257 (Điều tra dân số 2010); xuống còn 270.384 (Điều tra dân số năm 2021).

## Khí hậu
| Dữ liệu khí hậu của Murmansk            | Dữ liệu khí hậu của Murmansk | Dữ liệu khí hậu của Murmansk | Dữ liệu khí hậu của Murmansk | Dữ liệu khí hậu của Murmansk | Dữ liệu khí hậu của Murmansk | Dữ liệu khí hậu của Murmansk | Dữ liệu khí hậu của Murmansk | Dữ liệu khí hậu của Murmansk | Dữ liệu khí hậu của Murmansk | Dữ liệu khí hậu của Murmansk | Dữ liệu khí hậu của Murmansk | Dữ liệu khí hậu của Murmansk | Dữ liệu khí hậu của Murmansk |
| Tháng                                   | 1                            | 2                            | 3                            | 4                            | 5                            | 6                            | 7                            | 8                            | 9                            | 10                           | 11                           | 12                           | Năm                          |
| --------------------------------------- | ---------------------------- | ---------------------------- | ---------------------------- | ---------------------------- | ---------------------------- | ---------------------------- | ---------------------------- | ---------------------------- | ---------------------------- | ---------------------------- | ---------------------------- | ---------------------------- | ---------------------------- |
| Cao kỉ lục °C (°F)                      | 7.0 (44.6)                   | 6.6 (43.9)                   | 9.0 (48.2)                   | 16.9 (62.4)                  | 29.4 (84.9)                  | 30.8 (87.4)                  | 32.9 (91.2)                  | 29.1 (84.4)                  | 24.2 (75.6)                  | 15.0 (59.0)                  | 9.6 (49.3)                   | 7.2 (45.0)                   | 32.9 (91.2)                  |
| Trung bình ngày tối đa °C (°F)          | −6.8 (19.8)                  | −6.7 (19.9)                  | −2.4 (27.7)                  | 2.6 (36.7)                   | 7.6 (45.7)                   | 13.6 (56.5)                  | 17.3 (63.1)                  | 14.9 (58.8)                  | 10.0 (50.0)                  | 3.6 (38.5)                   | −2.4 (27.7)                  | −5.3 (22.5)                  | 3.8 (38.8)                   |
| Trung bình ngày °C (°F)                 | −10.1 (13.8)                 | −9.7 (14.5)                  | −5.5 (22.1)                  | −0.7 (30.7)                  | 4.0 (39.2)                   | 9.2 (48.6)                   | 12.8 (55.0)                  | 11.1 (52.0)                  | 7.0 (44.6)                   | 1.5 (34.7)                   | −4.8 (23.4)                  | −8.2 (17.2)                  | 0.6 (33.1)                   |
| Tối thiểu trung bình ngày °C (°F)       | −13.0 (8.6)                  | −12.8 (9.0)                  | −8.6 (16.5)                  | −3.8 (25.2)                  | 1.1 (34.0)                   | 5.7 (42.3)                   | 9.2 (48.6)                   | 8.0 (46.4)                   | 4.5 (40.1)                   | −0.4 (31.3)                  | −7.1 (19.2)                  | −11.2 (11.8)                 | −2.4 (27.7)                  |
| Thấp kỉ lục °C (°F)                     | −39.4 (−38.9)                | −38.6 (−37.5)                | −32.6 (−26.7)                | −24.0 (−11.2)                | −10.4 (13.3)                 | −2.8 (27.0)                  | 1.7 (35.1)                   | −2.0 (28.4)                  | −10.1 (13.8)                 | −21.2 (−6.2)                 | −32.2 (−26.0)                | −35.0 (−31.0)                | −39.4 (−38.9)                |
| Lượng Giáng thủy trung bình mm (inches) | 30 (1.2)                     | 22 (0.9)                     | 23 (0.9)                     | 24 (0.9)                     | 36 (1.4)                     | 54 (2.1)                     | 70 (2.8)                     | 61 (2.4)                     | 52 (2.0)                     | 51 (2.0)                     | 38 (1.5)                     | 34 (1.3)                     | 495 (19.5)                   |
| Số ngày mưa trung bình                  | 2                            | 2                            | 3                            | 9                            | 18                           | 22                           | 22                           | 22                           | 24                           | 17                           | 5                            | 3                            | 149                          |
| Số ngày tuyết rơi trung bình            | 27                           | 26                           | 24                           | 19                           | 14                           | 4                            | 0.03                         | 0.1                          | 2                            | 16                           | 24                           | 27                           | 183                          |
| Độ ẩm tương đối trung bình (%)          | 84                           | 83                           | 80                           | 73                           | 72                           | 70                           | 75                           | 79                           | 80                           | 83                           | 86                           | 85                           | 79                           |
| Số giờ nắng trung bình tháng            | 3                            | 33                           | 122                          | 182                          | 192                          | 228                          | 236                          | 154                          | 89                           | 47                           | 7                            | 0                            | 1.293                        |
| Nguồn 1: Pogoda.ru.net                  |                              |                              |                              |                              |                              |                              |                              |                              |                              |                              |                              |                              |                              |
| Nguồn 2: NOAA (nắng 1961–1990)          |                              |                              |                              |                              |                              |                              |                              |                              |                              |                              |                              |                              |                              |

## Thành phố kết nghĩa
Murmansk kết nghĩa với:
- Luleå, Thụy Điển (1972)
- Vadsø, Na Uy (1973)
- Jacksonville, Hoa Kỳ (1975)
- Groningen, Hà Lan (1989)
- Alanya, Thổ Nhĩ Kỳ (2014)
- Minsk, Belarus (2014)
- Cáp Nhĩ Tân, Trung Quốc (2016)